# 本新町 (豊田市)
本新町（ほんしんちょう）は、愛知県豊田市の町名。現行行政地名は本新町1丁目から9丁目。

## 地理
豊田市西部、挙母地区の西部に位置し、東は東新町、南は柿本町・本地町、北は田町・新町、北から西は西新町に接する。

### 池沼

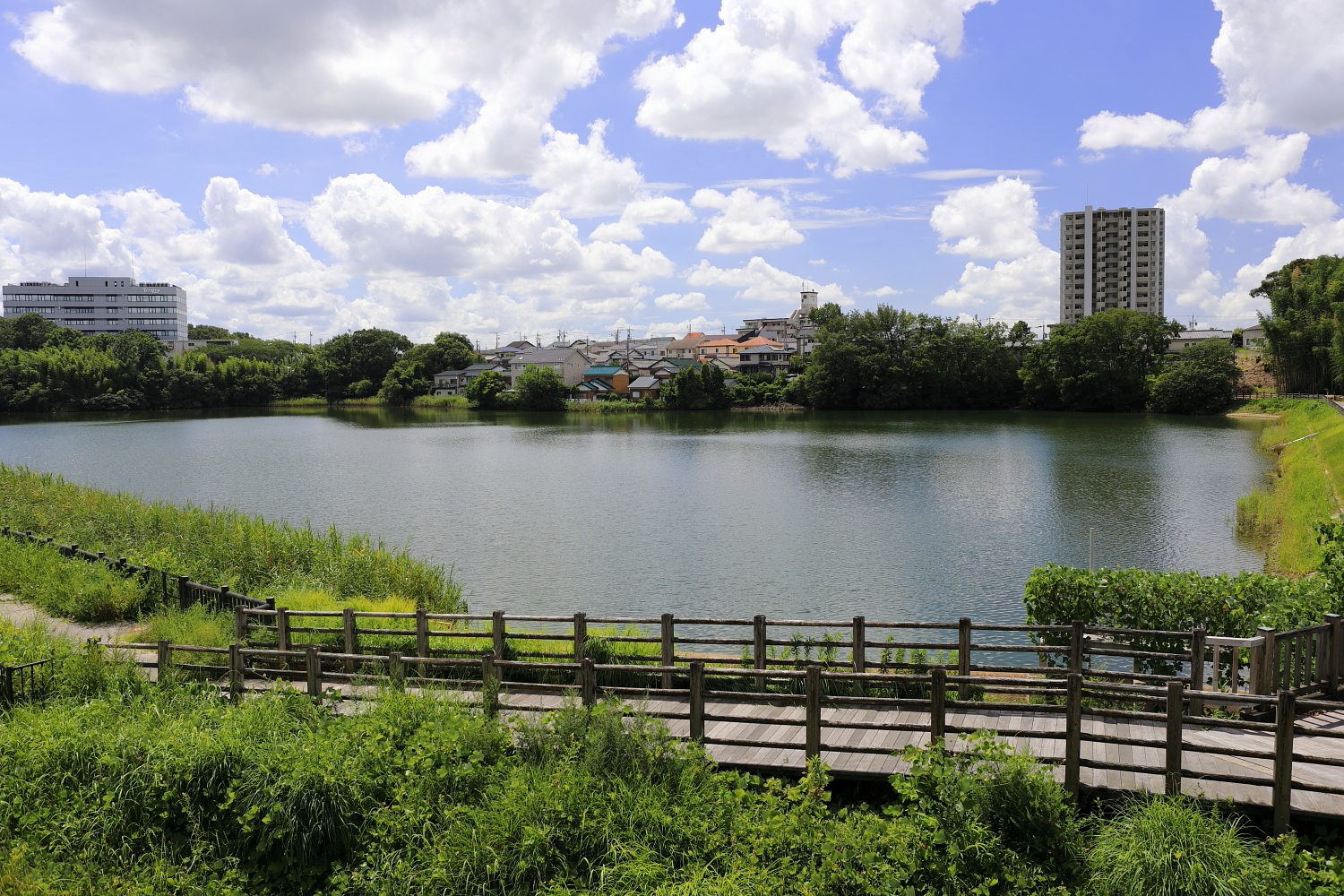
割目池
- 米田池

- 割目池

## 世帯数と人口
2023年（令和5年）12月1日現在の世帯数と人口は以下の通りである。
| 町丁   | 世帯数  | 人口    |
| ------ | ------- | ------- |
| 本新町 | 568世帯 | 1,147人 |

## 学区
市立小・中学校に通う場合、学区は以下の通りとなる。
| 番・番地等 | 小学校               | 中学校             | 高等学校普通科 |
| ---------- | -------------------- | ------------------ | -------------- |
| 全域       | 豊田市立小清水小学校 | 豊田市立逢妻中学校 | 三河学区       |

## 歴史

### 沿革
- 1959年（昭和34年）5月1日 - 大字本地・宮口の各一部より、本新町が成立[7]。

## 施設
- 豊田市西部コミュニティセンター（豊田ほっとかん）
- JAあいち豊田逢妻支店
- JAあいち豊田農業農機センター
- 特別養護老人ホームすばる
- 三洋堂書店本新店
- 如来寺
- 浄法寺
- 天神社

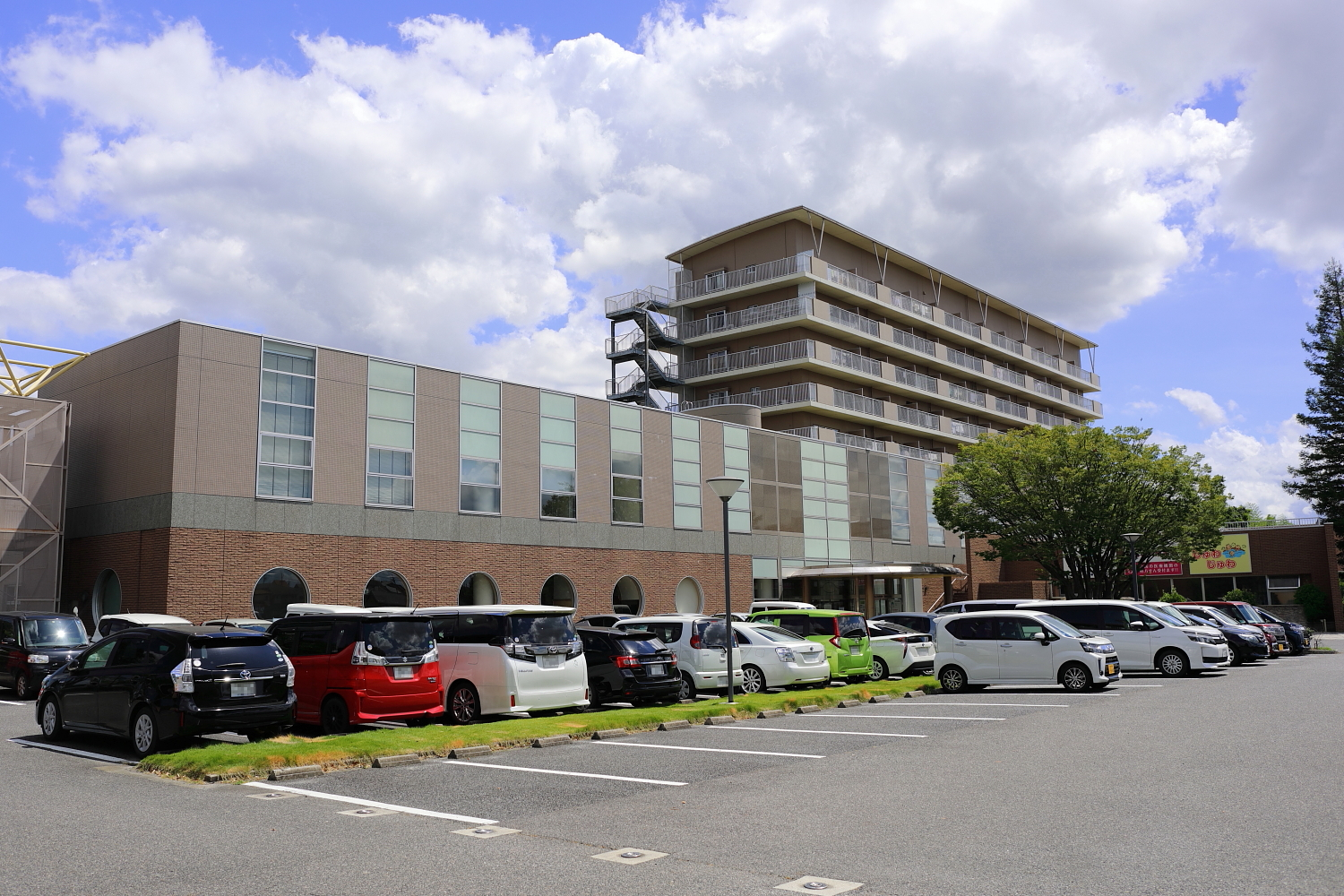
豊田市西部コミュニティセンター

## 交通
- 国道153号
- 愛知県道284号宮上知立線

## その他

### 日本郵便
- 郵便番号 : 471-0048[3]（集配局：豊田郵便局[8]）。